# Liste der Kulturdenkmale in Kiel-Russee
In der Liste der Kulturdenkmale in Kiel-Russee sind alle Kulturdenkmale des Stadtteils Russee der schleswig-holsteinischen Landeshauptstadt Kiel aufgelistet (Stand: 30. Juni 2025).
Die Bodendenkmale sind in der Liste der Bodendenkmale in Kiel aufgeführt.

## Legende
In den Spalten befinden sich folgende Informationen:
- Objekt-ID: die Nummer des Kulturdenkmales
- Lage: die Adresse des Kulturdenkmales und die geographischen Koordinaten. Kartenansicht, um Koordinaten zu setzen. In der Kartenansicht sind Kulturdenkmale ohne Koordinaten mit einem roten Marker dargestellt und können in der Karte gesetzt werden. Kulturdenkmale ohne Bild sind mit einem blauen Marker gekennzeichnet, Kulturdenkmale mit Bild mit einem grünen Marker.
- Offizielle Bezeichnung: Bezeichnung des Kulturdenkmales
- Beschreibung: die Beschreibung des Kulturdenkmales
- Bild: ein Bild des Kulturdenkmales

## Bauliche Anlagen
| Objekt-ID     | Lage                                                    | Offizielle Bezeichnung       | Beschreibung | Bild                             |
| ------------- | ------------------------------------------------------- | ---------------------------- | --- | -------------------------------- |
| 12116         | Rendsburger Landstraße 370 (54° 18′ 3″ N, 10° 4′ 15″ O) | Wohn- und Wirtschaftsgebäude | Wohn- und Wirtschaftsgebäude; 19. Jh., 1937; eingeschossiger Backsteinbau mit Satteldach, Wirtschaftsflügel L-förmig angesetzt, Einfriedung niedrige Natursteinmauer, Hofpflasterung - Begründung: geschichtlich, städtebaulich - Schutzumfang: Wohn- und Wirtschaftsgebäude, Einfriedung, Hofpflasterung, Hausbäume - Denkmaltyp: Bauliche Anlage | BW                               |
| 8496          | Rendsburger Landstraße 386 (54° 18′ 4″ N, 10° 4′ 1″ O)  | ehem. Räucherkate            | Alteintragung (Aktualisierung vorgesehen) - Begründung: geschichtlich, künstlerisch, städtebaulich - Schutzumfang: gesamtes Objekt - Denkmaltyp: Bauliche Anlage | weitere Fotos \| Fotos hochladen |
| 3216 Wikidata | Rendsburger Landstraße 389 (54° 18′ 3″ N, 10° 3′ 58″ O) | Kirche St. Gabriel           | Alteintragung (Aktualisierung vorgesehen) - Begründung: geschichtlich, künstlerisch, städtebaulich - Schutzumfang: gesamtes Objekt - Denkmaltyp: Bauliche Anlage | weitere Fotos \| Fotos hochladen |

## Quelle
- Liste der Kulturdenkmale in Schleswig-Holstein – Landeshauptstadt Kiel (PDF)

- Karte mit allen Koordinaten:
- OSM |
- WikiMap